# Olympische Sommerspiele 1952/Reiten
Bei den Olympischen Sommerspielen 1952 wurden in der finnischen Hauptstadt Helsinki sechs Wettbewerbe im Reiten ausgetragen.

## Bilanz

### Medaillenspiegel
| Platz  | Land               | Gold | Silber | Bronze | Gesamt |
| ------ | ------------------ | ---- | ------ | ------ | ------ |
| 1      | Schweden           | 4    | –      | –      | 4      |
| 2      | Frankreich         | 1    | 1      | 1      | 3      |
| 3      | Großbritannien     | 1    | –      | –      | 1      |
| 4      | Chile              | –    | 2      | –      | 2      |
| 5      | BR Deutschland     | –    | 1      | 3      | 4      |
| 6      | Dänemark           | –    | 1      | –      | 1      |
| 6      | Schweiz            | –    | 1      | –      | 1      |
| 8      | Vereinigte Staaten | –    | –      | 2      | 2      |
| Gesamt | Gesamt             | 6    | 6      | 6      | 18     |

### Medaillengewinner
| Disziplin             | Gold | Silber                                                                                         | Bronze |
| --------------------- | --- | ---------------------------------------------------------------------------------------------- | --- |
| Dressurreiten         | |                                                                                                | |
| Einzel                | Henri Saint Cyr (SWE) mit Master Rufus                                                                        | Lis Hartel (DEN) mit Jubilee                                                                   | André Jousseaume (FRA) mit Harpagon                                                                               |
| Mannschaft            | SchwedenHenri Saint Cyr mit Master Rufus Gustaf Adolf Boltenstern junior mit Krest Gehnäll Persson mit Knaust | SchweizGottfried Trachsel mit Kursus Henri Chammartin mit Wöhler Gustav Fischer mit Soliman    | BR DeutschlandHeinz Pollay mit Adular Ida von Nagel mit Afrika Fritz Thiedemann mit Chronist                      |
| Springreiten          | |                                                                                                | |
| Einzel                | Pierre Jonquères d’Oriola (FRA) mit Ali Baba                                                                  | Óscar Cristi (CHI) mit Bambi                                                                   | Fritz Thiedemann (GER) mit Meteor                                                                                 |
| Mannschaft            | GroßbritannienHarry Llewellyn mit Foxhunter Douglas Stewart mit Aherlow Wilfred White mit Nizefela            | ChileÓscar Cristi mit Bambi Ricardo Echeverría mit Lindo Peal César Mendoza mit Pillán         | Vereinigte StaatenArthur McCashin mit Miss Budweiser John Russell mit Democrat William Steinkraus Hollandia       |
| Vielseitigkeitsreiten | |                                                                                                | |
| Einzel                | Hans von Blixen-Finecke jr. (SWE) mit Jubal                                                                   | Guy Lefrant (FRA) mit Verdun                                                                   | Wilhelm Büsing (GER) mit Hubertus                                                                                 |
| Mannschaft            | SchwedenHans von Blixen-Finecke jr. mit Jubal Folke Frölén mit Fair Olof Stahre mit Komet                     | BR DeutschlandWilhelm Büsing mit Hubertus Otto Rothe mit Trux von Kamax Klaus Wagner mit Dachs | Vereinigte StaatenCharles Hough mit Cassivellannus Walter Staley mit Craigwood Park John Wofford mit Benny Grimes |